# 安東尼奧·凱布羅
安東尼奧·特拉西比勒·凱布羅（法語：Antonio Thrasybule Kébreau，法語發音：[ɑ̃tɔnjo tʁazibyl kebʁo]；1909年11月11日—1963年1月13日），海地軍人和政治家。
在總統达尼埃尔·菲尼奥勒在上任不到三周后被推翻被迫流亡後，凱布羅和另外兩位軍官成立軍事執行委員會（兩名成員是埃米爾·薩莫爾上校和阿德里安·瓦爾維爾中校），由1957年7月14日管治國家至10月22日，其間海地總統大選，因得他支持，弗朗索瓦·杜瓦利埃得以當選。
杜瓦里埃即任後，任命他為軍隊總司令，1958年3月12日，他被解雇（因拒絕逮捕二十名涉嫌叛國的軍官，1959年1月被杜瓦利埃任命為駐梵蒂岡大使。1961年，他成為海地駐義大利大使。一年後，他回到海地在國家宮受到杜瓦利埃家族的盛大接待。1963年1月13日，凱布羅在佩蒂翁維爾去世。